# Legionowski
Legionowski là một huyện thuộc tỉnh Mazowieckie của Ba Lan. Huyện có diện tích 390 km². Đến ngày 1 tháng 1 năm 2011, dân số của huyện là 105520 người và mật độ 270 người/km².